# Moora
Pour les articles homonymes, voir Moora (homonymie).
Moora (1 605 habitants) est un village qui se situe à 177 km au nord de Perth, Australie.
En mars 1999, la ville a subi une inondation importante quand le cyclone tropical "Elaine" provoqua une montée des eaux de la "Moore River", la rupture des digues et l'évacuation de 1 000 personnes. Alors que le village réparait les dégâts, de nouvelles pluies violentes s'abattirent sur les terres déjà gorgées d'eau et provoquèrent une autre inondation dans la ville.
La ville est la plus importante ville de la Wheatbelt entre Geraldton et Perth. La ville dispose de banques, écoles, commerces, pharmacie, dentiste, médecin et hôpital de district.